# Batalla del sur de Guangxi
La batalla del sur de Guangxi (chino simplificado: 桂南会战; chino tradicional: 桂南會戰; pinyin: Guìnán Huìzhàn) fue uno de los 22 enfrentamientos principales entre el Ejército Nacional Revolucionario y el Ejército Imperial Japonés durante la segunda guerra sino-japonesa.
En noviembre de 1939, los japoneses desembarcaron en la costa de Guangxi y capturaron Nanning. En esta batalla, los japoneses separaron con éxito Chongqing del océano, cortando efectivamente la ayuda extranjera a los esfuerzos de guerra de China por mar, convirtiendo Indochina, el Carretera de Birmania y La Joroba en las únicas formas de enviar ayuda a China.
Los chinos lanzaron varias ofensivas importantes que maximizaban las bajas japonesas. La mayoría de los conflictos ocurrieron en la lucha por el paso de Kunlun. Con el éxito de la Expedición a Vietnam en septiembre de 1940, los japoneses pudieron aislar a China de Indochina. Ahora solo quedaban la Carretera de Birmania y La Joroba, terminando con la costosa necesidad de ocupar Guangxi. Para noviembre de 1940, las fuerzas japonesas habían evacuado Guangxi, excepto de algunos enclaves costeros.